# Hippopsis ocularis
Hippopsis ocularis là một loài bọ cánh cứng trong họ Cerambycidae.